# Siccia tripuncta
Siccia tripuncta là một loài bướm đêm thuộc phân họ Arctiinae, họ Erebidae.